# Parque Natural Regional dos Vosgos do Norte
O Parque Natural Regional dos Vosgos do Norte (em francês:  Parc naturel régional des Vosges du Nord) é uma área protegida de bosques, zonas úmidas, terras agrícolas e sítios históricos na região Grande Leste, nordeste da França. A área foi oficialmente designada como um parque natural regional em 1976.
Em sua inauguração, o parque cobria uma área total de 120.000 hectares, mas, desde então, aumentou para 130.500 hectares.
A rica paisagem natural foi adicionada à lista da UNESCO de reservas da biosfera internacionais.
O PNR dos Vosgos do Norte não inclui nenhuma das Montanhas de Vosgos, mas sim os contrafortes ao norte delas. Nenhuma parte dele fica no departamento de Vosgos, mas abrange dois outros departamentos, Baixo Reno e Mosela.

## Galeria

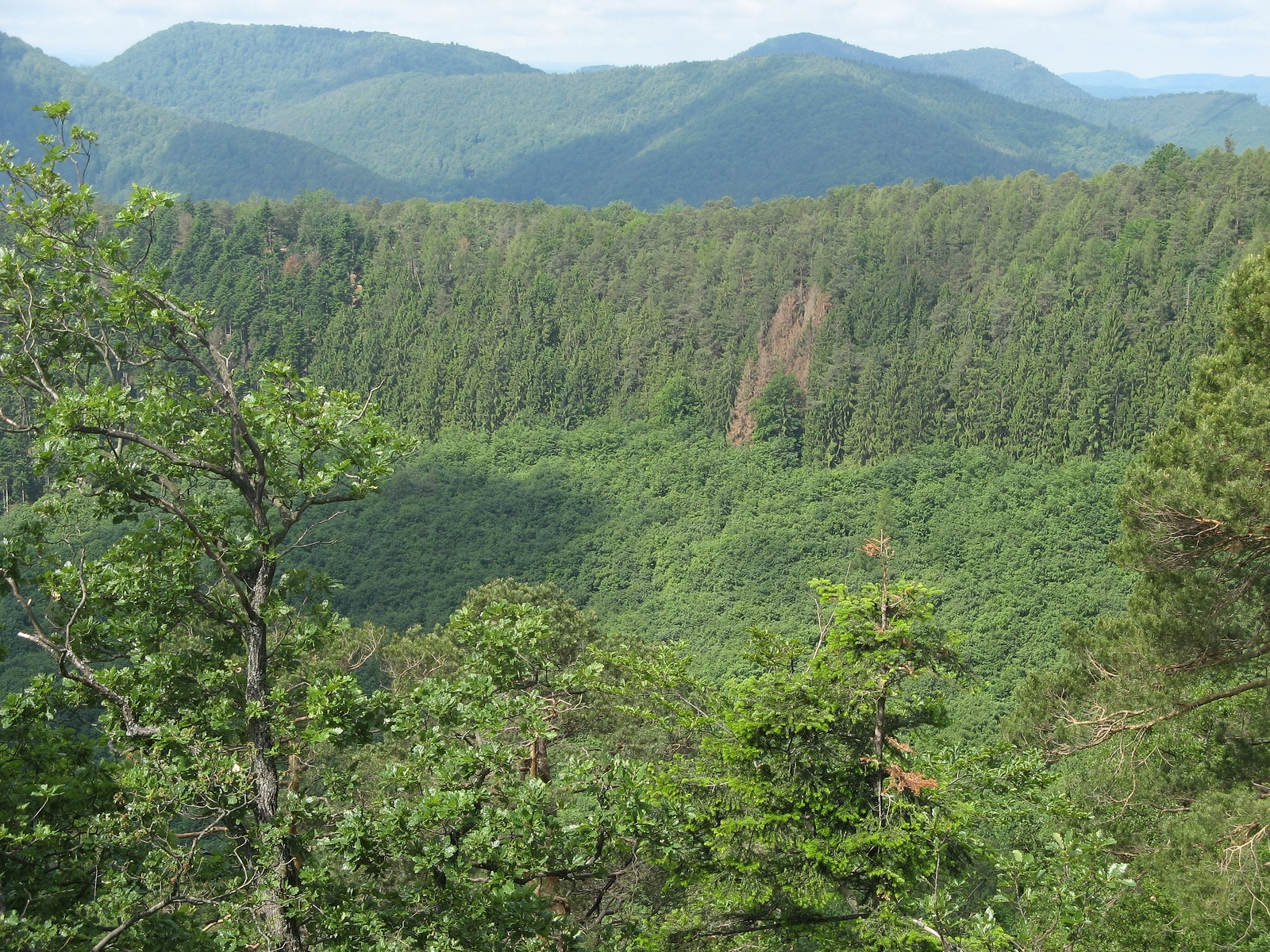
Paisagem de árvores decíduas em uma mistura com coníferas.
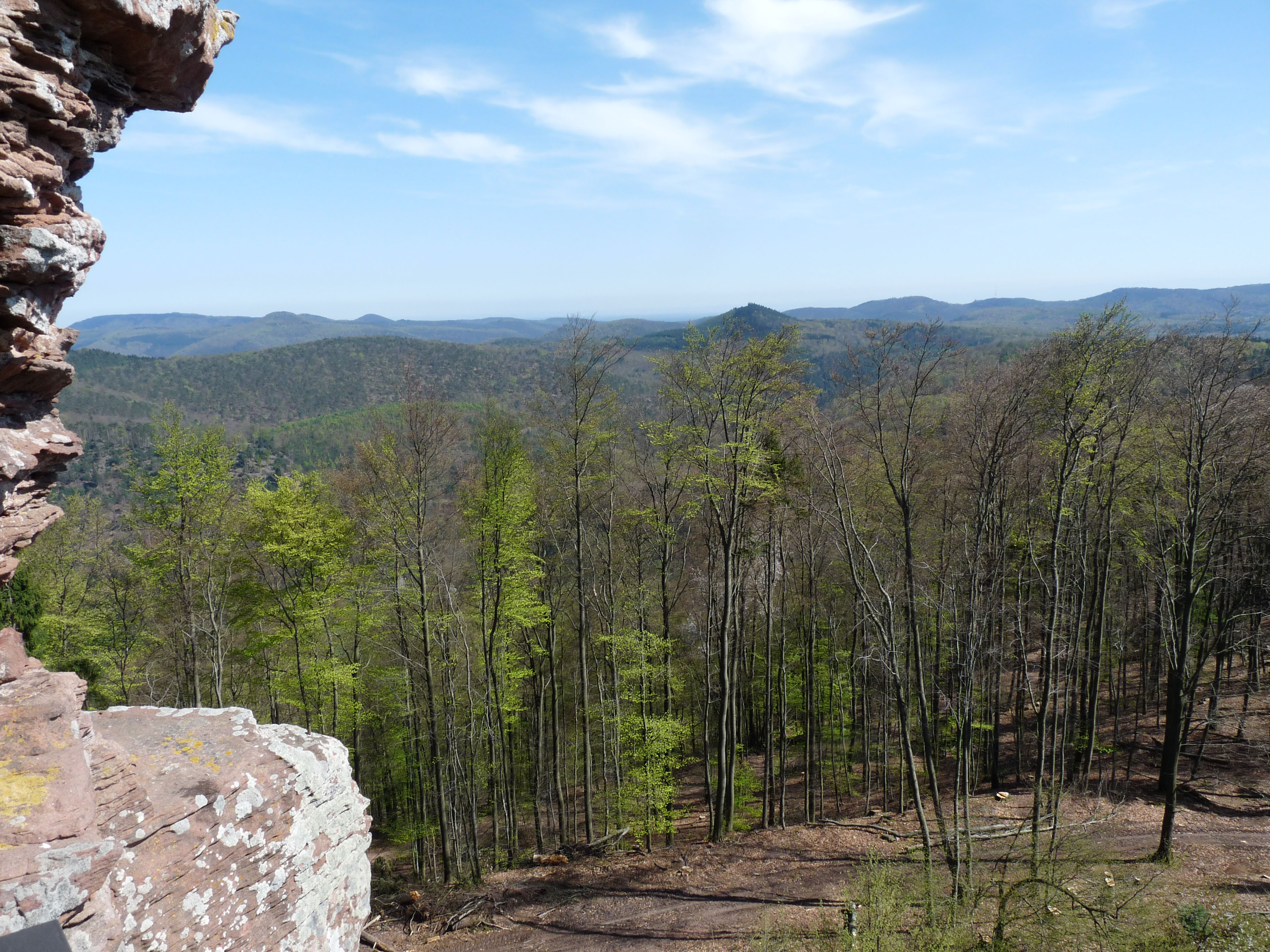
Início da primavera
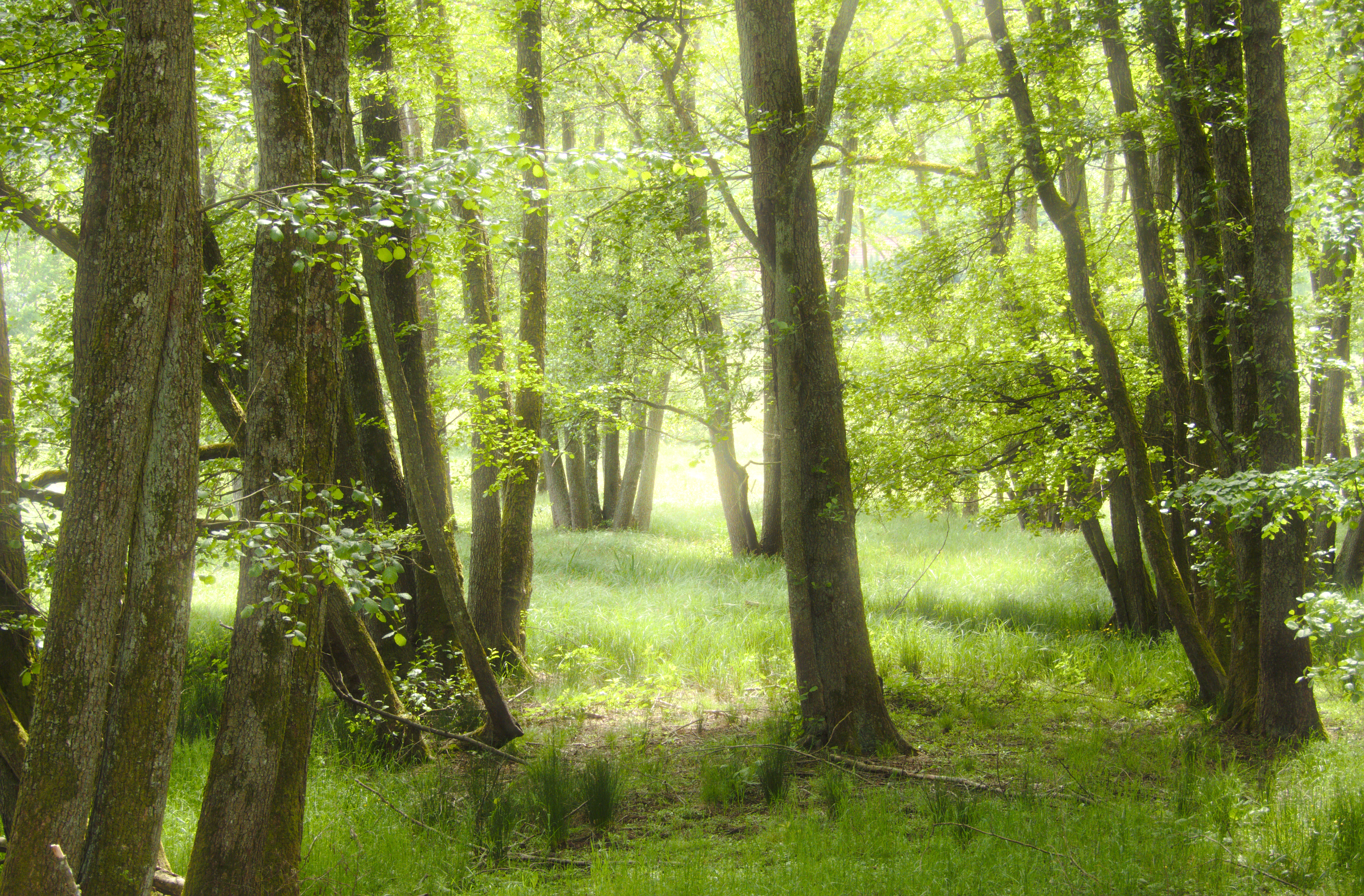
Pântano arborizado (amieiros)
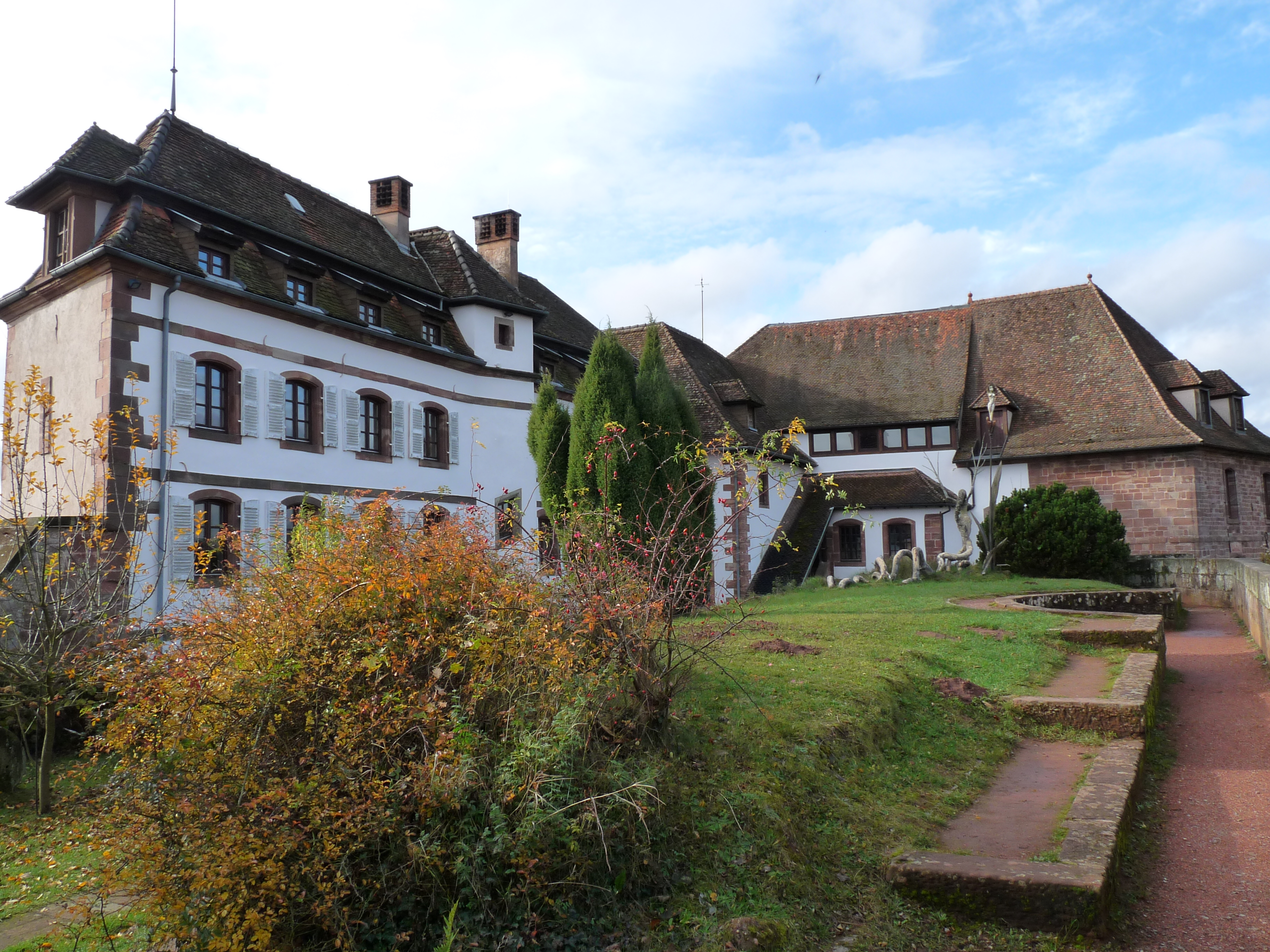
Castelo de La Petite-Pierre, Maison du Parc

## Comunas integrantes
As seguintes comunas integram o PNR dos Vosgos do Norte:
Em Baixo Reno:
- Adamswiller
- Asswiller
- Butten
- Cleebourg
- Climbach
- Dambach
- Dehlingen
- Diemeringen
- Domfessel
- Dossenheim-sur-Zinsel
- Drachenbronn-Birlenbach
- Durstel
- Eckartswiller
- Erckartswiller
- Ernolsheim-lès-Saverne
- Eschbourg
- Frœschwiller
- Frohmuhl
- Gœrsdorf
- Hinsbourg
- Hunspach
- Ingolsheim
- Ingwiller
- Keffenach
- Kutzenhausen
- La Petite-Pierre
- Lampertsloch
- Langensoultzbach
- Lembach
- Lichtenberg
- Lobsann
- Lohr
- Lorentzen
- Memmelshoffen
- Merkwiller-Pechelbronn
- Morsbronn-les-Bains
- Neuwiller-lès-Saverne
- Niederbronn-les-Bains
- Niedersteinbach
- Oberbronn
- Obersteinbach
- Offwiller
- Ottwiller
- Petersbach
- Pfalzweyer
- Preuschdorf
- Puberg
- Ratzwiller
- Reichshoffen
- Reipertswiller
- Retschwiller
- Rosteig
- Rothbach
- Rott
- Saint-Jean-Saverne
- Schœnbourg
- Soultz-sous-Forêts
- Sparsbach
- Struth
- Tieffenbach
- Volksberg
- Waldhambach
- Weinbourg
- Weislingen
- Weiterswiller
- Wimmenau
- Windstein
- Wingen
- Wingen-sur-Moder
- Wissembourg
- Wœrth
- Zinswiller
- Zittersheim

Em Mosela:
- Baerenthal
- Bitche
- Bousseviller
- Breidenbach
- Éguelshardt
- Enchenberg
- Epping
- Erching
- Goetzenbruck
- Hanviller
- Haspelschiedt
- Hottviller
- Lambach
- Lemberg
- Lengelsheim
- Liederschiedt
- Loutzviller
- Meisenthal
- Montbronn
- Mouterhouse
- Nousseviller-lès-Bitche
- Obergailbach
- Ormersviller
- Phalsbourg
- Philippsbourg
- Rahling
- Reyersviller
- Rimling
- Rolbing
- Roppeviller
- Saint-Louis-lès-Bitche
- Schorbach
- Schweyen
- Siersthal
- Soucht
- Sturzelbronn
- Volmunster
- Waldhouse
- Walschbronn